# Перепис населення США (1860)

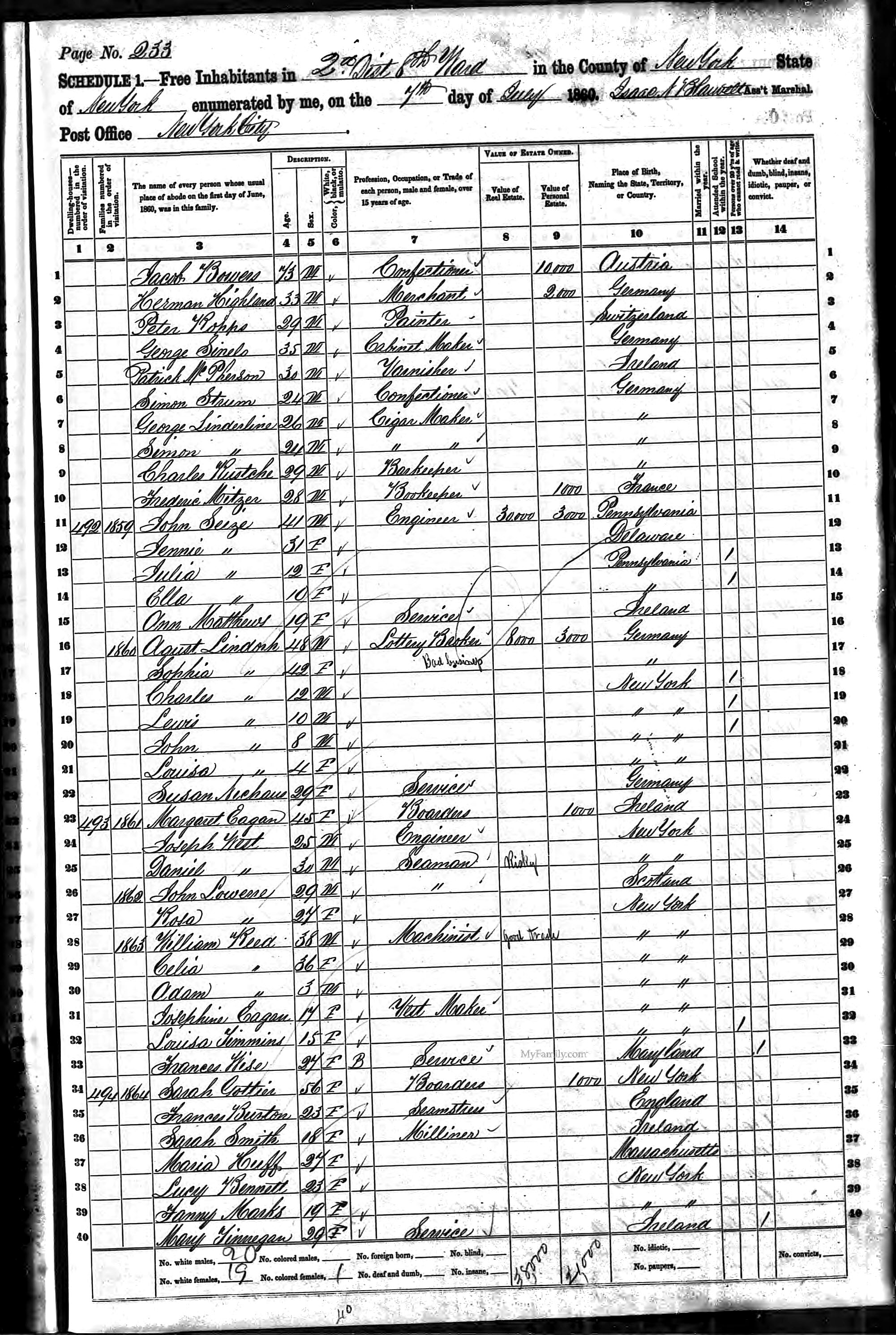
Бланк для перепису населення США 1860 року

Перепис населення США 1860 року був восьмим за ліком переписом населення в США. Його зробили 1 червня 1860 року. Чисельність населення за переписом визначили в 31 443 321 особу (на 35,4 % більше, як за попереднім переписом), із яких 3 953 761 були рабами.
Перепис тривав менше, ніж за рік до Громадянської війни. 

## Список питань
У бланку перепису 1860 року були питання:
1. ім'я;
2. адреса;
3. вік;
4. стать:
5. колір шкіри (білий, чорний або мулат);
6. чи той, кого опитували глухий, німий, сліпий, божевільний або божевільний;
7. Вартість нерухомості у володінні (від всіх вільних громадян);
8. Професія або спеціальність (для чоловіків і жінок, старше 15 років);
9. Місце (штат, територія або округ) народження;
10. чи той, кого опитували одружувався цього року;
11. чи ходив той, кого опитували в школу цього року;
12. чи вміє той, кого опитували читати й писати (для осіб, старше 20 років);
13. чи той, кого опитували старець або засуджений.